# كارلوس سورا
كارلوس سورا أتاريس (بالإسبانية: Carlos Saura Atarés)‏ (من مواليد 4 يناير 1932) هو مخرج سينمائي إسباني ومصور وكاتب. اعتُبر أحد أشهر ثلاثة صانعي أفلام في إسبانيا إلى جانب لويس بونويل وبيدرو ألمودوبار. لديه مهنة طويلة وغزيرة تمتد لأكثر من نصف قرن. حازت العديد من أفلامه على الكثير من الجوائز الدولية.
بدأ سورا مسيرته المهنية عام 1955 في صناعة الأفلام الوثائقية القصيرة. سرعان ما اكتسب شهرة دولية عندما عرض أول فيلم روائي طويل له لأول مرة في مهرجان كان السينمائي في عام 1960. تحول سورا بسرعة إلى إنتاج الأفلام المعماة باستخدام الاستعارات والرمزية من أجل الالتفاف حول الرقابة الإسبانية. في عام 1966، سُلطت عليه الأضواء الدولية عندما فاز فيلمه «La Caza» بالدب الفضي في مهرجان برلين السينمائي الدولي، وكرّم في حفل توزيع جوائز جويا النسخة السابعة والثلاثين.

## وصلات خارجية
- كارلوس سورا على موقع IMDb (الإنجليزية)
- كارلوس سورا على موقع الموسوعة البريطانية (الإنجليزية)
- كارلوس سورا على موقع روتن توميتوز (الإنجليزية)
- كارلوس سورا على موقع مونزينجر (الألمانية)
- كارلوس سورا على موقع ألو سيني (الفرنسية)
- كارلوس سورا على موقع تيرنر كلاسيك موفيز (الإنجليزية)
- كارلوس سورا على موقع أول موفي (الإنجليزية)
- كارلوس سورا على موقع قاعدة بيانات الأفلام السويدية (السويدية)
- كارلوس سورا على موقع إن إن دي بي (الإنجليزية)
- كارلوس سورا على موقع ديسكوغز (الإنجليزية)